# Chlorométhoxyméthane
Le chlorométhoxyméthane ou chlorométhyl méthyl éther (CMME) est un composé organique de la famille des éthers chloroalkylés, de formule CH3OCH2Cl. Il est utilisé comme agent alkylant et solvant industriel dans la production de chlorure de dodécylbenzyle, de matériaux imperméabilisants, de résines échangeuses d'ions, de polymères, et comme agent de chlorométhylation. En synthèse organique, il est utilisé pour introduite le groupe protecteur méthoxyméthyle (MOM), et est pour cette raison souvent appelé MOM-Cl ou chlorure de MOM. 
Le chlorométhoxyméthane a été aussi utilisé pour préparer des complexes méthoxyméthyle de manganèse(I) ou de rhénium(I) coordonné aussi à des ligands carbonyle et bipyridyle : [M(CH2OCH3)(CO)3(bipy)]  (M = Mn, Re).

## Production
Une méthode facile de préparer le MOM-Cl in situ à partir du diméthoxyméthane et d'un chlorure d'acyle en présence catalytique d'un acide de Lewis. On peut préparer un produit pur en utilisant une méthode similaire avec un chlorure d'acyle à haut point d'ébullition. On peut ainsi obtenir un produit d'une pureté supérieure à 93 %, avec pour seul contaminant le diméthoxyméthane. Par contraste, une méthode « traditionnelle » de production à partir de méthanal, méthanol et de chlorure d'hydrogène mène à un produit contaminé avec des quantités significatives du dangereux bis-chlorométhyléther qui nécessite d'avoir recours à une distillation fractionnée par la suite.

## Groupe protecteur
Le chlorométhoxyméthane est utilisé comme groupe protecteur pour les alcools. Le produit formé est un MOM-éther. Une base telle que la N,N-diisopropyléthylamine transforme l'alcool en alcoolate qui réagit ensuite avec le MOM-Cl :
Le groupe MOM peut être retiré par application d'un acide dilué.
Un exemple est la protection d'un groupe phénol:

## Cancérogénicité
Le chlorométhoxyméthane est un cancérigène pour l'homme (groupe 1 du CIRC). Une exposition prolongée accroît les risques de cancers du système respiratoire, notamment les cancers bronchiques à petites cellules. C'est l'un des 13 composés chimiques contrôlés par l'Occupational Safety and Health Administration (OSHA), bien qu'aucune valeur limite d'exposition n'ait été définie à son sujet,.